# Herbert Schiller (Archivar)
Herbert Schiller (* 20. April 1892 in Plauen/Vogtl.; † 1978) war ein deutscher Archivar und Lektor.

## Leben
Schiller stammte aus dem sächsischen Vogtland. Er studierte an der Universität Freiburg, wo er 1917 zum Dr. phil. promoviert wurde. Im Anschluss bewarb er sich erfolgreich noch im gleichen Jahr um eine Stelle als literarischer Beirat im Cotta-Verlag. Daneben betreute er auch das Verlagsarchiv.
Nach dem Ende des Zweiten Weltkrieges erhielt er eine Stelle als Angestellter im Staatsarchiv Würzburg. 1947 wechselte er in das Stadtarchiv Stuttgart, dessen Leitung er übernahm. Verdienste erlangte er dort u. a. durch die konsequente Rückführung der im Laufe des Krieges ausgelagerten Bestände. Unter seiner Leitung wurden außerdem die dem Stadtarchiv angegliederten Heimatmuseen
in Feuerbach (1950) und in Möhringen (1953) eröffnet.
Im Jahre 1957 ging er im Alter von 65 Jahren in Rente.
Herbert Schiller forschte und publizierte vor allem zur Stuttgarter Stadtgeschichte.

## Werke (Auswahl)
- Die innere Form W. Raabes, Borna-Leipzig, 1917.
- Briefe an Bismarck, Teile 1–3, Stuttgart, Cotta, 1927–1934.
- Das Stadtarchiv Stuttgart im Krieg und Nachkrieg (1939–1949). In: Schwäbisches Heimatbuch, 1949. S. 363–366.
- Die Stuttgarter Privat-Stadtpost (1886–1900). Aus den Akten des Stuttgarter Stadtarchivs dargestellt, In: Festschrift und Katalog der Württembergischen Postwertzeichen Ausstellung, Stuttgart 1951.
- Jubiläums-Ausstellung des Stadtarchivs Stuttgart, Stuttgart, Württembergischer Kunstverein, 1954.